# Euphorbia nubigena
Euphorbia nubigena es una especie fanerógama perteneciente a la familia de las euforbiáceas. Es endémica de Angola.

## Descripción
Es un arbusto más bien débilmente suberecto, suculento espinuloso un poco desordenado, por lo general alcanza un tamaño de ± 20-40 (-90) cm de altura, con un sistema de raíces un poco rizomatosas.

## Ecología
Es abundante en el suelo somero, en grietas de las rocas, colinas de granito  en asociación con Euphorbia atrocarmesina, especies de Sarcostemma, también esta Euphorbia y especies de Kalanchoe, etc.; también esta Euphorbia y especies de Xerophyta; etc.
No se encuentran problemas inusuales en el cultivo, es la planta adecuada para el principiante. Es especialmente atractiva con su color amarillo (var. nubigena) o flores de color rojo y amarillo (var. rutilans LC Leach).

## Taxonomía
Euphorbia nubigena fue descrita por Leslie Charles Leach y publicado en Dinteria: contributions to the flora of South West Africa 12: 13. 1976.
Etimología
Euphorbia: nombre genérico que deriva del médico griego del rey Juba II de Mauritania (52 a 50 a. C. - 23), Euphorbus, en su honor – o en alusión a su gran vientre –  ya que usaba médicamente Euphorbia resinifera. En 1753 Carlos Linneo asignó el nombre a todo el género.
nubigena: epíteto latino que significa "de las nubes"
Variedades
- Euphorbia nubigena var. nubigena
- Euphorbia nubigena var. rutilans L.C.Leach 1976